# Markis Kido
Markis Kido (* 11. August 1984 in Jakarta, Indonesien; † 14. Juni 2021 in Tangerang, Indonesien) war ein indonesischer Badmintonspieler.  Pia Zebadiah war seine Schwester und Bona Septano sein Bruder.

## Karriere
2005 gewann er zusammen mit Hendra Setiawan die Badminton-Asienmeisterschaft und die Indonesia Open. Sie gewannen im Jahre 2006 auch den Jakarta Satellite, Hong Kong Open und die China Open, nachdem sie Cai Yun und Fu Haifeng mit 21:16 und 21:16 im Finale besiegten.
Bei der Badminton-Weltmeisterschaft 2007 in Kuala Lumpur drangen sie bis ins Finale vor und besiegten dort Jung Jae-sung und Lee Yong-dae aus Südkorea mit 21:19 und 21:19.
Sie gewannen 2007 auch die China Open Super Series, nachdem sie Guo Zhendong und Xie Zhongbo mit 21:12 21:19 aus China besiegt hatten. Im Juli 2007 wurden sie bei den China Masters Super Series erst von der chinesischen Weltnummer-1-Paarung Cai Yun and Fu Haifeng im Finale mit 15:21 und 16:21 besiegt.
Im letzten Turnier des Jahres 2007 siegten sie im Finale bei den Hong Kong Open Super Series gegen Candra Wijaya und Tony Gunawan mit 21:12, 18:21, 21:13.
Zuletzt gewannen sie die Malaysia Super Series 2008. Am 16. August gewann Markis Kido zusammen mit seinem Partner Hendra Setiawan das Herrendoppelfinale des Olympischen Badmintonturniers 2008 in Peking gegen die chinesische Paarung Cai Yun und Fu Haifeng.

## Persönliches
Als Junior trainierte er mit dem BC Jaya Raya Jakarta. In der Freizeit spielte er gern Fußball.

## Tod
Am 14. Juni 2021 starb er an einem Herzinfarkt.

## Sportliche Erfolge
| Saison | Veranstaltung               | Disziplin    | Platz | Name                          |
| ------ | --------------------------- | ------------ | ----- | ----------------------------- |
| 2002   | Junioren-Asienmeisterschaft | Mixed        | 1     | Markis Kido / Liliyana Natsir |
| 2003   | Asienmeisterschaft          | Herrendoppel | 2     | Markis Kido / Hendra Setiawan |
| 2005   | Südostasienspiele           | Herrendoppel | 1     | Markis Kido / Hendra Setiawan |
| 2005   | Asienmeisterschaft          | Herrendoppel | 1     | Markis Kido / Hendra Setiawan |
| 2005   | Indonesia Open              | Herrendoppel | 1     | Markis Kido / Hendra Setiawan |
| 2006   | Hongkong Open               | Herrendoppel | 1     | Markis Kido / Hendra Setiawan |
| 2006   | Thomas Cup                  | Team         | 3     | Indonesien                    |
| 2006   | China Open                  | Herrendoppel | 1     | Markis Kido / Hendra Setiawan |
| 2006   | World Cup                   | Herrendoppel | 1     | Markis Kido / Hendra Setiawan |
| 2006   | Asienspiele                 | Herrendoppel | 3     | Markis Kido / Hendra Setiawan |
| 2007   | Sudirman Cup                | Team         | 2     | Indonesien                    |
| 2007   | Weltmeisterschaft           | Herrendoppel | 1     | Markis Kido / Hendra Setiawan |
| 2007   | China Masters               | Herrendoppel | 2     | Markis Kido / Hendra Setiawan |
| 2007   | Hongkong Open               | Herrendoppel | 1     | Markis Kido / Hendra Setiawan |
| 2007   | China Open                  | Herrendoppel | 1     | Markis Kido / Hendra Setiawan |
| 2007   | Chinese Taipei Open         | Herrendoppel | 1     | Markis Kido / Hendra Setiawan |
| 2007   | Südostasienspiele           | Herrendoppel | 1     | Markis Kido / Hendra Setiawan |
| 2008   | French Open                 | Herrendoppel | 1     | Markis Kido / Hendra Setiawan |
| 2008   | China Masters               | Herrendoppel | 1     | Markis Kido / Hendra Setiawan |
| 2008   | Malaysia Open               | Herrendoppel | 1     | Markis Kido / Hendra Setiawan |
| 2008   | Olympia                     | Herrendoppel | 1     | Markis Kido / Hendra Setiawan |
| 2008   | Denmark Open                | Herrendoppel | 1     | Markis Kido / Hendra Setiawan |
| 2008   | Thomas Cup                  | Team         | 3     | Indonesien                    |
| 2009   | Südostasienspiele           | Herrendoppel | 1     | Markis Kido / Hendra Setiawan |
| 2009   | French Open                 | Herrendoppel | 1     | Markis Kido / Hendra Setiawan |
| 2009   | Asienmeisterschaft          | Herrendoppel | 1     | Markis Kido / Hendra Setiawan |
| 2009   | Japan Open                  | Herrendoppel | 1     | Markis Kido / Hendra Setiawan |
| 2010   | Thomas Cup                  | Team         | 2     | Indonesien                    |
| 2012   | Australian Open             | Herrendoppel | 1     | Markis Kido / Hendra Setiawan |

## Einzelbelege
1. ↑  "Indonesischer Badmintonspieler Kido gestorben" Todesmeldung auf msnc.com (englisch). Abgerufen am 14. Juni 2021

| Personendaten    | Personendaten                  |
| ---------------- | ------------------------------ |
| NAME             | Kido, Markis                   |
| KURZBESCHREIBUNG | indonesischer Badmintonspieler |
| GEBURTSDATUM     | 11. August 1984                |
| GEBURTSORT       | Jakarta, Indonesien            |
| STERBEDATUM      | 14. Juni 2021                  |
| STERBEORT        | Tangerang, Indonesien          |